# Richard Donner
Richard Donald Donner (nato Richard Donald Schwartzberg; New York, 24 aprile 1930 – Los Angeles, 5 luglio 2021) è stato un regista, produttore cinematografico, produttore televisivo e fumettista statunitense.
Ha diretto numerosi blockbuster divenuti film di culto, come Il presagio (1976), Superman (1978), Ladyhawke (1985), I Goonies (1985), la serie di film Arma letale (1987-1998) e S.O.S. fantasmi (1988).

## Biografia

### Le origini e gli inizi
Richard Donner nasce il 24 aprile 1930 nel Bronx, a New York. Appassionato di recitazione, si avvicina al mondo dello spettacolo nella speranza di intraprendere la carriera di attore, ma si sposta presto verso la regia, iniziando da spot pubblicitari. Verso la fine degli anni cinquanta si avvicina alla televisione, dirigendo alcuni episodi di diversi telefilm, tra i quali la serie western Ricercato vivo o morto con Steve McQueen. Lavora a oltre 25 serie, tra le quali Men of Annapolis (come sceneggiatore), Get Smart, Selvaggio west, L'isola di Gilligan, L'uomo da sei milioni di dollari, Kojak e un celebre episodio di Ai confini della realtà, intitolato Nightmare at 20,000 Feet, così come il serial Danger Island fino al programma per bambini Lo Show dei Banana Splits.
Il suo primo film realizzato è Il leggendario X-15 (1961), con la partecipazione di Charles Bronson, un dramma militare a basso costo che però non ottiene un gran successo, e per questo Donner torna a lavorare in televisione. Dal 1962 al 1965 viene impegnato nella serie The Nurses, che lo porta a lavorare accanto a star dell'epoca come Shirl Conway e Gail Lucas. Nello stesso 1962 lavora a Combat!, e dirige attori come Vic Morrow o Rick Jason. Nonostante le due serie siano molto diverse tra di loro (Nurses infatti si svolge all'interno dell'ospedale e ruota attorno al personaggio di Shirl Conway, mentre Combat! invece si svolge in trincea durante la seconda guerra mondiale) Donner mostra di sapersi adattare a qualsiasi genere di regia: lenta, veloce o dal taglio nuovo e innovativo.

### La consacrazione
Nel 1963 dirige tre episodi (Of Rusted Cannons and Fallen Sparrows, Accomplice e Boiling Points) della serie Sam Benedict. Sempre nel 1963 è alle prese con la serie Il fuggiasco, di cui dirige due episodi. Negli anni a seguire, sino ai primi anni settanta, il regista avrà a che fare con serie televisive sempre di maggior successo come F.B.I. e Jericho. Nel 1976 gira il film Il presagio con Gregory Peck, horror sulla venuta dell'anticristo, incarnatosi in un bambino che verrà coinvolto in una sequela di misteriosi omicidi.
Nel 1978 il regista ottiene la consacrazione a lungo perseguita: dirige Marlon Brando, Gene Hackman e Christopher Reeve in Superman. Ispirato alla storia del celebre fumetto di Jerry Siegel e Joe Shuster, il film vede il giovane Superman arrivare sulla Terra e procurarsi un lavoro. In questo primo lungometraggio sull'Uomo d'Acciaio egli si batterà contro il malvagio Lex Luthor, che vuole conquistare il mondo.

### Gli anni d'oro
Nel 1980 firma I ragazzi del Max's bar e nello stesso anno (benché non accreditato) è uno dei realizzatori di Superman II. Nel 1985 firma I Goonies, in collaborazione con Steven Spielberg e Chris Columbus, e  Ladyhawke. Nel 1987 aiuta l'esordiente  regista Joel Schumacher a crearsi un nome a Hollywood, producendo il cult Ragazzi perduti, che unisce le tematiche di film horror alle predilette situazioni alla Goonies.
Nel 1987 dirige Arma letale, con Danny Glover e Mel Gibson, scritto da Shane Black; il film racconta la storia di due poliziotti molto diversi, dei quali Gibson è l'arma letale della situazione. Solo a due anni di distanza la coppia Gibson-Glover torna a essere diretta da Donner per il sequel Arma letale 2. Qui i due agenti Riggs e Murtaugh, affiancati per la prima volta da Joe Pesci, sono sulle tracce di diplomatici sudafricani che stanno usando le loro immunità per violente attività criminali.
Nel 1992 il duo ritorna con Arma letale 3, questa volta alle prese con un poliziotto corrotto e una serie di esplosioni nei quartieri della città. Nel 1994 Donner torna a lavorare alla serie tv I racconti della cripta, firmando tre episodi. Per il cinema, dirige Maverick (1994), Assassins (1995) e  Ipotesi di complotto (1997). A sei anni di distanza dal precedente, dirige Arma letale 4, ultimo film della serie. Questa volta Riggs e Murtaugh, alle prese con l'età e varie crisi personali, devono affrontare un boss cinese che vuole far uscire suo fratello di prigione.

### Gli anni seguenti
Donner abbandona per cinque anni l'attività di regista per dedicarsi come produttore a grossi blockbuster come X-Men (2000) e ad alcune serie televisive. Ritorna alla regia nel 2003, anno in cui lavora al film Timeline, tratto dall'omonimo libro di Michael Crichton, che racconta del viaggio nel tempo di quattro ragazzi universitari.
Nel 2006, assieme a Geoff Johns, lo scrittore della testata a fumetti Action Comics (dedicata a Superman) con cui aveva già collaborato nel corso degli anni 90, firma le saghe Ultimo figlio, che rilancia il Generale Zod come nemico di Clark Kent, e Fuga da mondo bizzarro. Nello stesso periodo arriva sugli schermi la sua ultima fatica, il thriller drammatico Solo 2 ore, con Bruce Willis.

### Morte
Donner è morto a Los Angeles il 5 luglio 2021, all'età di 91 anni, a seguito di un'insufficienza cardiaca.

## Filmografia

### Regista

#### Cinema
- Il leggendario X-15 (X-15) (1961)
- Sale e pepe: Super-spie hippy (Salt and Pepper) (1968)
- Twinky (1970)
- Il presagio (The Omen) (1976)
- Superman (1978)
- I ragazzi del Max's bar (Inside Moves) (1980)
- Giocattolo a ore (The Toy) (1982)
- Ladyhawke (1985)
- I Goonies (The Goonies) (1985)
- Arma letale (Lethal Weapon) (1987)
- S.O.S. fantasmi (Scrooged) (1988)
- Arma letale 2 (Lethal Weapon 2) (1989)
- Il grande volo (Radio Flyer) (1992)
- Arma letale 3 (Lethal Weapon 3) (1992)
- Maverick (1994)
- Assassins (1995)
- Ipotesi di complotto (Conspiracy Theory) (1997)
- Arma letale 4 (Lethal Weapon 4) (1998)
- Timeline - Ai confini del tempo (Timeline) (2003)
- Solo 2 ore (16 Blocks) (2006)
- Superman II: The Richard Donner Cut (2006)

#### Televisione
- I racconti del West (Dick Powell's Zane Grey Theater) – serie TV, episodio 5x5 (1960)
- June Allyson Show (The DuPont Show with June Allyson) – serie TV, episodio 2x11 (1960)
- Ricercato vivo o morto (Wanted: Dead or Alive) – serie TV, 6 episodi (1960-1961)
- Letter to Loretta – serie TV, 6 episodi (1961)
- The Tall Man – serie TV, 2 episodi (1961)
- Carovane verso il West (Wagon Train) – serie TV, 1 episodio (1961)
- I detectives (The Detectives) – serie TV, 1 episodio (1962)
- Have Gun - Will Travel – serie TV, 7 episodi (1961-1962)
- The Rifleman – serie TV, 7 episodi (1962)
- Sam Benedict – serie TV, 6 episodi (1962-1963)
- Undicesima ora (The Eleventh Hour) – serie TV, 2 episodi (1963)
- Combat! – serie TV, 1 episodio (1963)
- The Nurses – serie TV, 1 episodio (1963)
- Ai confini della realtà (The Twilight Zone) – serie TV, 6 episodi (1963-1964)
- The Lieutenant – serie TV, 2 episodi (1963-1964)
- Mr. Novak – serie TV, 7 episodi (1963-1964)
- The Travels of Jaimie McPheeters – serie TV, 1 episodio (1964)
- Organizzazione U.N.C.L.E. (The Man from U.N.C.L.E.) – serie TV, 4 episodi (1964)
- L'isola di Gilligan (Gilligan's Island) – serie TV, 3 episodi (1964-1965)
- Perry Mason – serie TV, 3 episodi (1964-1965)
- Le cause dell'avvocato O'Brien (The Trials of O'Brien) – serie TV, episodi 1x18?,22? (1966)
- Twelve O'Clock High – serie TV, 4 episodi (1965)
- Get Smart – serie TV, 2 episodi 1x6-1x10 (1965)
- F.B.I. (The F.B.I.) – serie TV,  episodio 1x21 (1966)
- Il fuggiasco (The Fugitive) – serie TV, 2 episodi (1966)
- Codice Gerico (Jericho) – serie TV, 1 episodio (1966)
- Selvaggio west (The Wild Wild West) – serie TV, 3 episodi (1966)
- Squadra speciale anticrimine (Felony Squad) – serie TV, 3 episodi (1966)
- Los Angeles: ospedale nord (The Interns) – serie TV, 3 episodi (1971)
- Lo sceriffo del sud (Cade's County) – serie TV, 3 episodi (1971-1972)
- Sesto senso (The Sixth Sense) – serie TV, 1 episodio (1972)
- Ghost Story – serie TV, 1 episodio (1972)
- Detective anni trenta (Banyon) – serie TV, 1 episodio (1972)
- Ironside – serie TV, 1 episodio (1972)
- I nuovi medici (The Bold Ones: The New Doctors) – serie TV, 3 episodi (1972)
- Cannon – serie TV, 4 episodi (1971-1973)
- Kojak – serie TV, 3 episodi (1973-1974)
- Le strade di San Francisco (The Streets of San Francisco) – serie TV, 2 episodi (1974)
- Lucas Tanner – serie TV, 1 episodio (1974)
- Parenti e tanti guai (Sons and Daughters) – serie TV, 3 episodi (1974)
- Petrocelli – serie TV, 2 episodi (1974)
- A Shadow in the Streets – film TV (1975)
- Sarah T. - Portrait of a Teenage Alcoholic – film TV (1975)
- Bronk – serie TV, 2 episodi (1975)
- I racconti della cripta (Tales from the Crypt – serie TV, 3 episodi (1989-1992)
- Incubi (Two-Fisted Tales), co-regia con Robert Zemeckis e Tom Holland – film TV (1991)

### Produttore

#### Cinema
- Conflitto finale (The Final Conflict), regia di Graham Baker (1981)
- Ladyhawke, regia di Richard Donner (1985)
- I Goonies (The Goonies), regia di Richard Donner (1985)
- Arma letale (Lethal Weapon), regia di Richard Donner (1987)
- Ragazzi perduti (The Lost Boys), regia di Joel Schumacher (1987)
- S.O.S. fantasmi (Scrooged), regia di Richard Donner (1988)
- Arma letale 2 (Lethal Weapon 2), regia di Richard Donner (1989)
- Fuori di testa (Delirious), regia di Tom Mankiewicz (1991)
- Arma letale 3 (Lethal Weapon 3), regia di Richard Donner (1992)
- Free Willy - Un amico da salvare (Free Willy), regia di Simon Wincer (1993)
- Maverick, regia di Richard Donner (1994)
- Il cavaliere del male (Demon Knight), regia di Gilbert Adler e Ernest Dickerson (1995)
- Free Willy 2 (Free Willy 2: The Adventure Home), regia di Dwight H. Little (1995)
- Assassins, regia di Richard Donner (1995)
- Il piacere del sangue (Bordello of Blood), regia di Gilbert Adler (1996)
- Free Willy 3 - Il salvataggio (Free Willy 3: The Rescue), regia di Sam Pillsbury (1997)
- Ipotesi di complotto (Conspiracy Theory), regia di Richard Donner (1997)
- Doppio tiro (Double Tap), regia di Greg Yaitanes (1997)
- Arma letale 4 (Lethal Weapon 4), regia di Richard Donner (1998)
- Triplo inganno (Made men), regia di Louis Morneau (1999)
- Ogni maledetta domenica - Any Given Sunday (Any Given Sunday), regia di Oliver Stone (1999)
- X-Men, regia di Bryan Singer (2000)
- Ritual, regia di Avi Nesher (2001)
- Timeline - Ai confini del tempo, regia di Richard Donner (2003)
- X-Men le origini - Wolverine (X-Men Origins: Wolverine), regia di Gavin Hood (2009)

#### Televisione
- Incubi (Two-Fisted Tales)), regia di Richard Donner, Robert Zemeckis e Tom Holland – film TV (1991)
- The Omen, regia di Jack Sholder (1995) – film TV
- W.E.I.R.D. World, regia di William Malone – film TV (1995)
- I racconti della cripta (Tales from the Crypt) – serie TV (1989-1996)
- Perversions of Science – serie TV (1997)
- Matthew Blackheart: Monster Smasher, regia di Erik Canuel – film TV (2002)